# Индустрия (Прокопьевский район)
Индустрия — посёлок в Прокопьевском районе Кемеровской области. Входит в состав Калачёвского сельского поселения.

## География
Центральная часть населённого пункта расположена на высоте 327 м над уровнем моря.

## Население
| 2010 |
| ---- |
| 381  |

### Половой состав
По данным Всероссийской переписи населения 2010 года, в посёлке Индустрия проживал 381 человек (190 мужчин, 191 женщина).